# Liste der Kulturdenkmäler in Polch
In der Liste der Kulturdenkmäler in Polch sind alle Kulturdenkmäler der rheinland-pfälzischen Stadt Polch einschließlich der Stadtteile Kaan, Nettesürsch und Ruitsch aufgeführt. Grundlage ist die Denkmalliste des Landes Rheinland-Pfalz (Stand: 27. Oktober 2023).

## Polch

### Denkmalzonen
| Bezeichnung                           | Lage                                         | Baujahr    | Beschreibung | Bild                           |
| ------------------------------------- | -------------------------------------------- | ---------- | --- | ------------------------------ |
| Denkmalzone Am Bahnhof                | Am Bahnhof 1, 5/7, Bahnhofstraße 34, 35 Lage | um 1900/10 | Bahnhof (Am Bahnhof 5/7), um 1904/05; Am Bahnhof 1: ursprünglich wohl Wohnhaus für Bahnbedienstete; ehemaliges Postamt (Bahnhofstraße 35): neubarocker Giebelrisalitbau; zugehörig Bahnhofstraße 34: Bahnhofsgaststätte, Backsteinbau, alle um 1900/10 | BW                             |
| Denkmalzone Friedhof mit Georgskirche | St. Georgenstraße Lage                       | um 1200    | Georgskirche dreischiffige querhauslose romanische Basilika, um 1200, eventuell älter, Obergaden mit Okuli, wahrscheinlich kurz nach 1739, Ausstattung; Friedhof: 1806 angelegt, 88 Grabkreuze, 16. und 17. Jahrhundert; Kreuzwegstationen: Bildstocktyp, in die Mauer eingelassen, Reliefs, 18. Jahrhundert; vor der Kapelle neugotische Grabkreuze, Ende des 19. oder Anfang des 20. Jahrhunderts; neugotisches Friedhofskreuz, 19. Jahrhundert; Kriegerdenkmal, 1950er Jahre; zugehörig: Grabmäler Familie Berressen-Loch 1925, Familie Nell 1927, Familie Hermen 1929, Familie Reth, 1930er Jahre; Kriegerdenkmal 1864, 1866, 1870/71: Obelisk mit Adler, flankiert von Löwen auf Postamenten, 1906 | weitere Bilder Fotos hochladen |

### Einzeldenkmäler
| Bezeichnung                                   | Lage                                               | Baujahr                    | Beschreibung | Bild                                    |
| --------------------------------------------- | -------------------------------------------------- | -------------------------- | --- | --------------------------------------- |
| Wegekreuz                                     | Albert-Lortzing-Straße, bei Nr. 10/12 Lage         | 17. oder 18. Jahrhundert   | Wegekreuz, Nischentyp, 17. oder 18. Jahrhundert | BW                                      |
| Wohnhaus                                      | Am Bahnhof 1 Lage                                  | um 1900/10                 | eingeschossiger Krüppelwalmdachbau, Basaltsockel, historisierend-romantischer Stil, um 1900/10                                                                            | Fotos hochladen                         |
| Bahnhof Polch                                 | Am Bahnhof 5/7 Lage                                | um 1904/05                 | mehrgliedriger Putzbau, Verladebahnhof, teilweise Fachwerk, Jugendstiltür, um 1904/05                                                                                     | Fotos hochladen                         |
| Brunnen                                       | Ecke Bach- und Kehrstraße Lage                     | 1854                       | Brunnen, 1854 | Fotos hochladen                         |
| Hospitalkapelle St. Josef                     | Bachstraße 21 Lage                                 |                            | neugotischer Saalbau; neugotische Josefsskulptur; bauliche Gesamtanlage mit dem ehemaligen Hospital St. Josef, heute Caritas-Sozialstation                                | Fotos hochladen                         |
| Villa                                         | Bahnhofstraße 33 Lage                              | um 1900/10                 | neubarocke Villa, Jugendstilornamente, um 1900/10, Gartenzaun; Gesamtanlage                                                                                               | Fotos hochladen                         |
| Postamt                                       | Bahnhofstraße 35 Lage                              | um 1900/10                 | ehemaliges Postamt; neubarocker Putzbau, Basaltsockel, um 1900/10 | Fotos hochladen                         |
| Denkmal                                       | Bahnhofstraße, Ecke Ackerstraße Lage               | 1920er Jahre               | Denkmal für die Mütter; „1914/18 Söhne des Maifelds gedenket der Taten der Mütter“, Relief mit drei Müttern, 1920er Jahre                                                 | Fotos hochladen                         |
| Wegekreuz                                     | Bahnhofstraße, Ecke Viedelstraße Lage              |                            | Wegekreuz | Fotos hochladen                         |
| Kapelle                                       | Im Bienengarten 2 Lage                             | 1881                       | neugotische Kapelle, 1881; Wegekreuz, 1785 | Fotos hochladen                         |
| Rathaus                                       | Marktplatz 4 Lage                                  | 1859                       | Bruchsteinbau, Ecktourellen, 1859, Architekt Hermann Nebel | Fotos hochladen                         |
| Hof der Abtei St. Matthias                    | Marktstraße 2/4 Lage                               | 1748                       | dreiflügelige Barockanlage; barocker Adelshof, Mansardwalmdachbau, bezeichnet 1748; Gehöft, Eckbau bezeichnet 1755, separate Putzbauten, Hofportal; bauliche Gesamtanlage | BW                                      |
| Katholische Pfarrkirche St. Stephan und Georg | Marktstraße 6 Lage                                 | 1849–1852                  | neugotische dreischiffige Hallenkirche, 1849–1852, Architekt Hermann Nebel, Koblenz, Pläne 1847/48 von Johann Claudius von Lassaulx; Stephanusportal                      | weitere Bilder Fotos hochladen          |
| Wohnhaus                                      | Marktstraße 11 Lage                                | 1849                       | Putzbau, Rustikasockelgeschoss, bezeichnet 1849 | BW                                      |
| ehemalige Synagoge                            | Ostergasse 11 Lage                                 | 1877                       | ehemalige Synagoge, bezeichnet 5637 (=1877), Ecktürmchen und Rundbogenfenster                                                                                             | weitere Bilder Fotos hochladen          |
| Relief                                        | Ostergasse, an Nr. 15 Lage                         | 18. Jahrhundert            | Relief, 18. Jahrhundert | Fotos hochladen                         |
| Wohnhaus                                      | Pastorstraße 1, Laßportstraße 17 Lage              | 17. oder 18. Jahrhundert   | Fachwerk-Doppelhaus, verkleidet, Krüppelwalmdach, im Kern aus dem 17. oder 18. Jahrhundert                                                                                | BW                                      |
| Wohnhaus                                      | Pastorstraße 22 Lage                               | 19. Jahrhundert            | Krüppelwalmdachbau, 19. Jahrhundert | BW                                      |
| Wegekreuz                                     | St. Georgenstraße, bei Nr. 39 Lage                 | 1742                       | Wegekreuz, bezeichnet 1742 | Fotos hochladen                         |
| Bildstock und Wegekreuz                       | St. Georgenstraße, bei Nr. 52 Lage                 | 18. und 19. Jahrhundert    | Bildstock mit Nische und Relief, 19. Jahrhundert; Wegekreuz, bezeichnet 1724                                                                                              | Fotos hochladen                         |
| Kreuze                                        | St. Georgenstraße, Ecke Blumenbergstraße Lage      | 1593                       | Kreuz, bezeichnet 1593; Wegekreuz, Nischentyp, bezeichnet 1646 | Fotos hochladen                         |
| Bildstock und Kreuz                           | Vormaystraße, bei Nr. 22a Lage                     | 1798                       | Bildstock, Backstein; Kreuz, bezeichnet 1798 | Fotos hochladen                         |
| Wegweiser                                     | am westlichen Ortsausgang an der L 52 Lage         | Mitte des 19. Jahrhunderts | Wegweiserstein; kleiner Obelisk, Mitte des 19. Jahrhunderts | Fotos hochladen                         |
| Kapelle                                       | außerhalb der Stadt                                | 18. Jahrhundert            | Kapelle, Putzbau, 18. Jahrhundert | Direkt Bild zu diesem Denkmal hochladen |
| Wegekreuz                                     | nördlich der Stadt                                 | 1766                       | Wegekreuz, bezeichnet 1766 | Fotos hochladen                         |
| Kapelle                                       | südöstlich der Stadt in der Nähe der Neumühle Lage | 1881                       | Kapelle; Putzbau, Kreuz von 1881 | Fotos hochladen                         |
| Kurbenhof                                     | westlich der Stadt Lage                            | 18. Jahrhundert            | im Kern barocker Vierseithof, ursprünglich Dreiseithof; Walmdachbau, mehrere Scheunen; Kapelle, bezeichnet 1720, barocker Saalbau                                         | Fotos hochladen                         |
| Wegekreuz                                     | westlich der Stadt in der Nähe des Kurbenhofs Lage | 1809                       | Wegekreuz, bezeichnet 1809 | Fotos hochladen                         |
| Wegekreuz                                     | westlich der Stadt in der Nähe des Kurbenhofs      | 1781                       | Wegekreuz, Nischentyp mit Relief, bezeichnet 1781 | Direkt Bild zu diesem Denkmal hochladen |
| Wasserbehälter                                | westlich der Stadt nahe der L 52 Lage              | 1896                       | Wasserbehälter, Backsteinbau, bezeichnet 1896 | Fotos hochladen                         |
| Wegekreuz                                     | westlich der Stadt nahe der L 52 Lage              | 1716                       | Wegekreuz, Basalt, bezeichnet 1716 | Fotos hochladen                         |

## Kaan

### Einzeldenkmäler
| Bezeichnung                           | Lage                                   | Baujahr   | Beschreibung                                              | Bild                           |
| ------------------------------------- | -------------------------------------- | --------- | --------------------------------------------------------- | ------------------------------ |
| Katholische Filialkirche Christ König | Bergstraße Lage                        | 1929–1931 | Saalbau, Basaltbruchstein, separater Turm, 1929–1931      | weitere Bilder Fotos hochladen |
| Wegekreuz                             | Rüberer Straße, Ecke Auf Kraus Lage    | 1648      | Wegekreuz, Nischentyp, bezeichnet 1648                    | BW                             |
| Wegekreuz                             | nordöstlich des Ortes an der K 48 Lage | 1719      | Schaftkreuz, bezeichnet 1719, mit jüngerem Metallkruzifix | BW                             |
| Wegekreuz                             | südöstlich des Ortes an der K 46 Lage  | 1698      | Wegekreuz, Nischentyp, bezeichnet 1698                    | BW                             |

## Nettesürsch

### Denkmalzonen
| Bezeichnung                  | Lage                    | Baujahr                 | Beschreibung | Bild |
| ---------------------------- | ----------------------- | ----------------------- | --- | ---- |
| Denkmalzone Grube Margaretha | nördlich des Ortes Lage | 19. und 20. Jahrhundert | Förderturm mit Anbauten, Betriebshalle und Maschinenhaus, 19. und 20. Jahrhundert; Schacht von 350 m Tiefe; Halde; ehemals das tiefste Schieferbergwerk Deutschlands | BW   |

### Einzeldenkmäler
| Bezeichnung       | Lage                                              | Baujahr         | Beschreibung | Bild |
| ----------------- | ------------------------------------------------- | --------------- | --- | ---- |
| Nettesürscher Hof | Nettersürsch 1/3 Lage                             | 19. Jahrhundert | Hofreite; Krüppelwalmdachbau, 19. Jahrhundert; Mansarddachbau, 1920er Jahre, Scheunen; Kapelle, 19. Jahrhundert, bauliche Gesamtanlage | BW   |
| Eisenbahnviadukt  | westlich des Ortes das Nettetal überspannend Lage | vor 1904        | Eisenbahnviadukt; sechsbogiger Basaltlava-Hausteinbau, vor 1904 (siehe auch Mayen-Hausen)                                              | BW   |

## Ruitsch

### Einzeldenkmäler
| Bezeichnung        | Lage                                                      | Baujahr                 | Beschreibung                                                                    | Bild                           |
| ------------------ | --------------------------------------------------------- | ----------------------- | ------------------------------------------------------------------------------- | ------------------------------ |
| Kapelle St. Cruzis | Hauptstraße 20 Lage                                       | 1679                    | Saalbau, bezeichnet 1679, Erweiterung 1923; Wappen im Türsturz, bezeichnet 1555 | weitere Bilder Fotos hochladen |
| Kreuze             | Hauptstraße, bei Nr. 20 Lage                              | 17. und 18. Jahrhundert | Wegekreuz, bezeichnet 1704; Grabkreuz, bezeichnet 1692                          | Fotos hochladen                |
| Bildstock          | Hauptstraße, bei Nr. 32 Lage                              | 16. Jahrhundert         | Bildstock, Schöpflöffelform, wohl aus dem 16. Jahrhundert                       | Fotos hochladen                |
| Kriegerdenkmal     | südwestlich des Ortes auf dem Friedhof (Hauptstraße) Lage | um 1920                 | Kriegerdenkmal, große Reliefplatte mit eisernem Kreuz                           | BW                             |
| Wegekreuz          | südwestlich des Ortes Lage                                | 18. Jahrhundert         | Wegekreuz, 18. Jahrhundert                                                      | BW                             |